# Mesbrecourt-Richecourt
Mesbrecourt-Richecourt es una comuna francesa situada en el departamento de Aisne, de la región de Alta Francia.

## Geografía
Está ubicada a 16 km al norte de Laon.

## Demografía
| 335 | 363 | 317 | 348 | 354 | 289 | 298 | 303 |
| Para los censos de 1962 a 1999 la población legal corresponde a la población sin duplicidades (Fuente: INSEE [Consultar]) |     |     |     |     |     |     |     |